# Nalendra-Kloster
Das Nalendra-Kloster (tib. na len dra dgon pa) ist ein bedeutendes Kloster der Sakya-Schule des tibetischen Buddhismus. Es liegt in Kreis Lhündrub von Lhasa in Tibet, Volksrepublik China. Es wurde 1436 nahe dem Südufer des nördlich von Lhasa gelegenen Flusses Phenpo (tib. ’phan po chu) gegründet. Seine Gründer waren der große Sakya-Meister Rongtön Shecha Kunrig (tib. rong ston shes bya kun rig) (1367–1449) und sein Schüler Kunkhyen Trashi Namgyel (tib. kun mkhyen bkra shis rnam rgyal). Es war der Sitz der Nalendrapa, einer Unterschule der Sakya-Schule.
Die beiden wichtigsten Linien reinkarnierter Lamas sind die Linie der Cobgyed Trichen Rinpoches bzw. Chogye Trichen Rinpoches (bco brgyad khri chen rin po che) und die Linie der Zimog Rinpoches (gzim ’og rin po che):
Das Kloster steht auf der Liste der Denkmäler des Autonomen Gebiets Tibet.

## Thronhalter von Nalendra

### Chogye Trichen Rinpoches

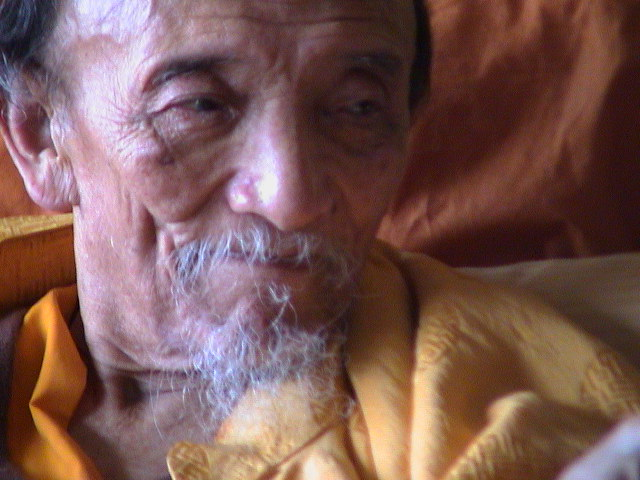
Chogye Trichen Rinpoche

- Ngawang Khyenrab Thupten Lekshe Gyatso[6] (tib. ngag dbang mkhyen rab thub bstan legs bshad rgya mtsho; 1920–2007), Oberhaupt der Tshar-Tradition (tib. Tshar lugs) der Sakya-Schule

### Zimog Rinpoches
- 1. Shabdrung Ngawang Norbu (Zhabs drung Ngag dbang nor bu)
- 2. Champa Ngawang Sanggye Tenzin (Byams pa Ngag dbang sangs rgyas bstan ’dzin)
- 3. Champa Ngawang Tendzin Thrinle (1744–1798) (Ngag dbang bstan ’dzin phrin las)
- 4. Champa Ngawang Tendzin Nyendrag (1799–1884) (Byams pa Ngag dbang bstan ’dzin snyan grags)
- 5. Champa Ngawang Kün Tenzin Thrinle (1884–1963) (Byams pa Ngag dbang kun dga’ bstan ’dzin phrin las)
- 6. Ngawang Tenzin Norbu (geb. 1964 in Indien) (Ngag dbang bstan ’dzin nor bu)